# کنتس منحرف
کُنتس منحرف (فرانسوی: La Comtesse perverse‎) یک فیلم اروتیک به کارگردانی خسوس فرانکو است که در سال ۱۹۷۴ منتشر شد. از بازیگران فیلم می‌توان به آلیس آرنو، هوارد ورنون، لینا رومای و رابرت وودز اشاره کرد. این فیلم دست‌کم در چهار نسخه منتشر شده‌است؛ از جمله یک نسخه «نیمه هاردکور» و یک نسخه هاردکور.